# Brissopsis similis
Brissopsis similis is een zee-egel uit de familie Brissidae.
De wetenschappelijke naam van de soort werd in 1948 gepubliceerd door Theodor Mortensen.